# Porpidia
Porpidia Körb.  (kamusznik) – rodzaj grzybów z rodziny krążniczkowatych (Lecideaceae). Ze względu na współżycie z glonami zaliczany jest do porostów.

## Systematyka i nazewnictwo
Pozycja w klasyfikacji według Index Fungorum:Lecideaceae, Lecideales, Lecanoromycetidae, Lecanoromycetes, Pezizomycotina, Ascomycota, Fungi.
Synonimy nazwy naukowej: Haplocarpon M. Choisy, Huilia Zahlbr.
Nazwa polska według Krytycznej listy porostów i grzybów naporostowych Polski.

### Gatunki występujące w Polsce
- Porpidia albocaerulescens (Wulfen) Hertel & Knoph 1984  – kamusznik białoniebieskawy
- Porpidia cinereoatra (Ach.) Hertel & Knoph 1984 – kamusznik popielatoczarny
- Porpidia crustulata (Ach.) Hertel & Knoph 1984 – kamusznik właściwy
- Porpidia flavicunda (Ach.) Gowan 1989 – kamusznik żółtoniebieskawy
- Porpidia macrocarpa (DC.) Hertel & A.J. Schwab 1984 – kamusznik większy
- Porpidia melinodes (Körb.) Gowan & Ahti 1993 – kamusznik mdły
- Porpidia rugosa (Taylor) Coppins & Fryday 2005 (Ach.) Ach. 1810 – kamusznik siwiejący[4]
- Porpidia soredizodes (Lamy) J.R. Laundon 1989 – kamusznik sorediowy
- Porpidia speirea (A. Massal.) Hedl. 1892 (Ach.) Kremp. 1861 – kamusznik szarawy
- Porpidia superba (Körb.) Hertel & Knoph 1984 – kamusznik pyszny
- Porpidia trullisata (Kremp.) Körb. 1855 – kamusznik prawdziwy
- Porpidia tuberculosa (Sm.) Hertel & Knoph 1984 – kamusznik siny
- Porpidia zeoroides (Anzi) Knoph & Hertel 1984 – kamusznik białawy

Nazwy naukowe na podstawie Index Fungorum. Nazwy polskie według Fałtynowicza.